# IC 4040
IC 4040 ist eine Balken-Spiralgalaxie mit ausgedehnten Sternentstehungsgebieten vom Hubble-Typ SBcd im Sternbild Coma Berenices am Nordsternhimmel. Sie ist schätzungsweise 351 Millionen Lichtjahre von der Milchstraße entfernt und hat einen Durchmesser von etwa 105.000 Lj. Die Galaxie gilt als Mitglied des Coma-Galaxienhaufens Abell 1656.

Im selben Himmelsareal befinden sich u. a. die Galaxien IC 4026, IC 4041, IC 4045, IC 4051.
Das Objekt wurde am 12. April 1891 von Guillaume Bigourdan entdeckt.